# هم‌نهشتی (هندسه)

دو شکل سمت چپ، هم‌نهشت هستند؛ در حالی که با شکل سوم متشابه‌اند. شکل چهارم با هیچ‌یک از اشکال دیگر، متشابه یا هم‌نهشت نیست.

در هندسه دو شکل هم‌نهشت هستند اگر بتوان به هر تعداد تبدیل (ترکیبی از انتقال، دوران و بازتاب) آن‌ها را برهم منطبق کرد؛ به عبارت دیگر، در دو شکل، تمامی زوایا و اضلاع نظیر هم برابر باشند. اگر دو شکل هم‌نهشت باشند،تمام اجزای آن‌ها نیز هم نهشت (برابر، مساوی) هستند.

## حالت‌های هم‌نهشتی دو مثلث
- دو زاویه و ضلع (ز. ض. ز):دو مثلث هم‌نهشت اند اگر اندازه یک ضلع یکی از آنها برابر اندازه ضلع نظیرش از مثلث دیگر و دو زاویه آنها برابر دو زاویه نظیرشان از مثلث دیگر باشد.
- دو ضلع و زاویه ی بین (ض. ز. ض):دو مثلث هم‌نهشت اند اگر اندازه ی‌ دو ضلع یک مثلث برابر اندازه ضلع‌های نظیرشان از مثلث دیگر و زاویه‌های بین این ضلع ها برابر باشند.
- سه ضلع (ض. ض. ض):دو مثلث هم‌نهشت اند اگر طول‌های سه ضلع از یک مثلث برابر طول ضلع‌های نظیرشان از مثلث دیگری باشند.
- اگر مثلث متساوی الساقین باشد دو حالت دیگر اضافه می‌شود:(این دو حالت فقط در حالتی صدق می کنند که مثلث مورد نظر متساوی الساقین باشد.)

1. ساق و قاعده (س.ق)
2. ضلع و زاویه (ض.ز)

- اگر مثلث قائم الزاویه باشد سه حالت دیگر اضافه می‌شود:(این سه حالت فقط در حالتی صدق می کنند که مثلث مورد نظر قائم الزاویه باشد.)

1. وتر و زاویه ی حاده (و.ز)
2. دو ضلع (ض.ض) =» وتر و یک ضلع (و.ض) و یا دو ضلع قائمه(بنا به حالت ض.ز.ض است. (دو ضلع و زاویه قائمه)
3. ضلع و ارتفاع وارد بر وتر (ض.ا)

## ویژگی شکل‌های هم‌نهشت
اجزای متناظر دو شکل هم‌نهشت کاملاً با هم برابر هستند. (زاویه ها و ضلعهای متناظر با هم برابرند)
نکته: میتوان  همه شکلها را به کمک تبدیل های هندسی برهم منطبق کرد و پوشاند.
نکته: تمام شکل های هم‌نهشت را می توان با کمک سه تبدیل هندسی دوران و انتقال و تقارن بر هم منطبق کرد.
در شکل زیر ، دو مثلث را میبینیم که زوایا و ضلع های برابری دارند.

پس ویژگی اصلی این است که اندازه زاویه ها و ضلع ها با هم برابر باشند

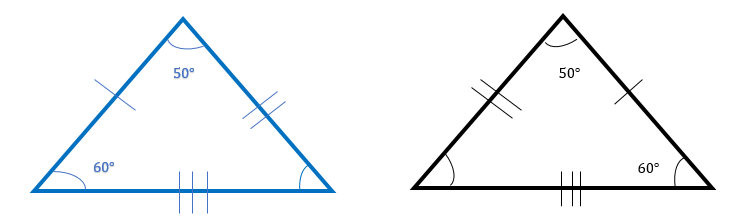
ویژگی شکل‌های هم‌نهشت

## نتایج مثلث های هم‌نهشت
دو نکته را می توان با استفاده از مثلث های همنهشت فهمید.

1. هر نقطه روی عمودمُنَصّف یک پاره خط از دو سر آن پاره‌خط به یک فاصله است.
2. هر نقطه روی نیمساز یک زاویه از دو ضلع زاویه به یک فاصله است.

## پانوشت
1. ↑  مثلث های هم نهشت «سیده فاطمه موسوی نطنزی»